# Polygyra petrochlora
Polygyra petrochlora is een uitgestorven  slakkensoort uit de familie van de Polygyridae. De wetenschappelijke naam van de soort werd voor het eerst geldig gepubliceerd in 1914 door Cockerell.